# RiboGreen
 (avril 2016).
Le RiboGreen est un dérivé indolique fluorescent utilisé pour la détection et le dosage d'acides nucléique (ADN et ARN notamment). Il est commercialisé par Invitrogen.
Dans sa forme libre, il est peu fluorescent, mais une fois lié à de l'ADN ou de l'ARN, sa fluorescence augmente de plusieurs ordres de grandeur. La présence de protéines contaminantes dans l'échantillon ne modifie pas significativement la fluorescence, ce qui permet par exemple d'appliquer un traitement à la désoxyribonucléase aux échantillons pour ne doser que l'ARN.